# Polskie skrzypce

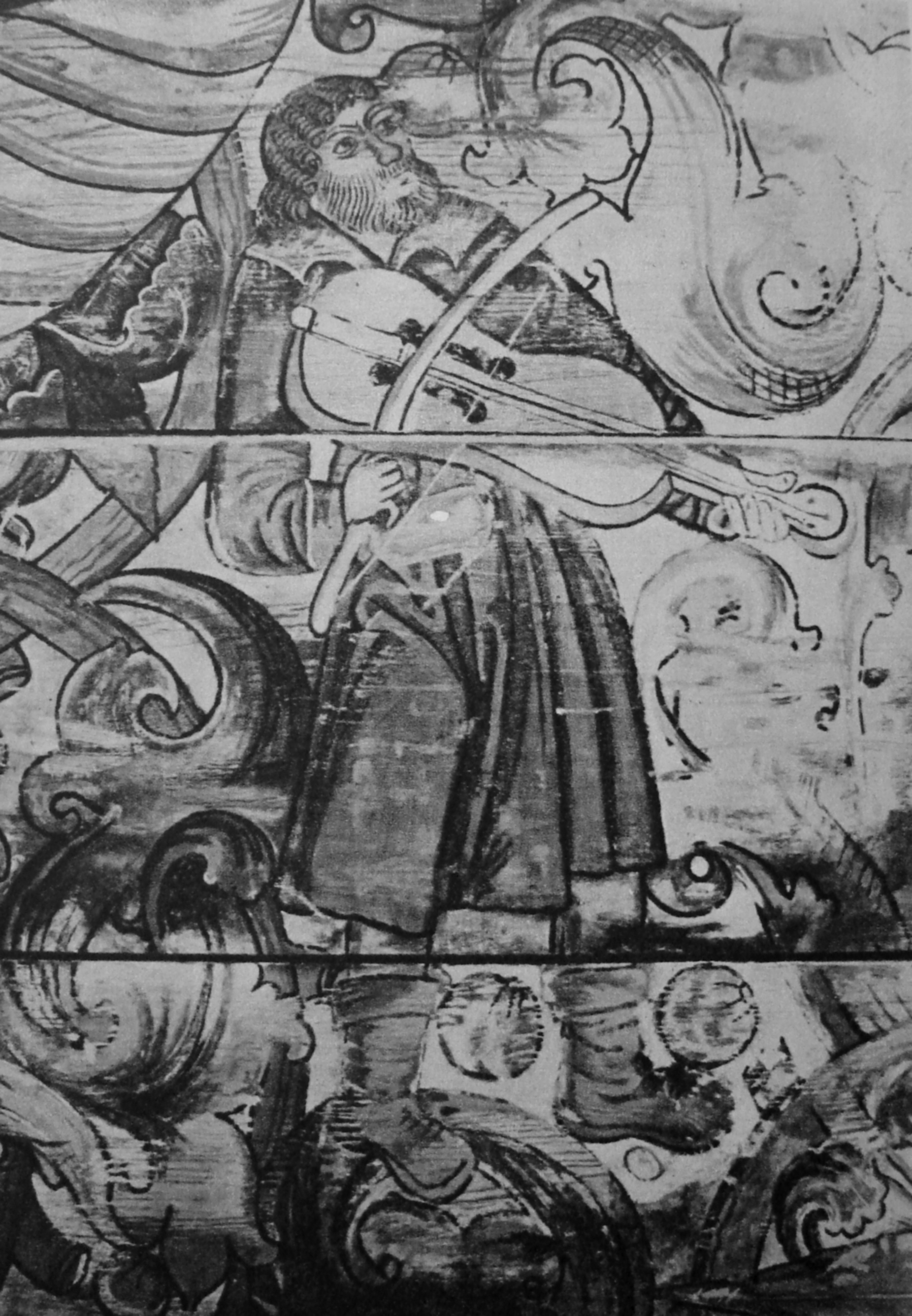
Polichromia z 1530 znajdująca się w kościele Świętej Trójcy we wsi Grębień koło Wielunia ukazująca wędrownego grajka muzykującego na wczesnych skrzypcach.

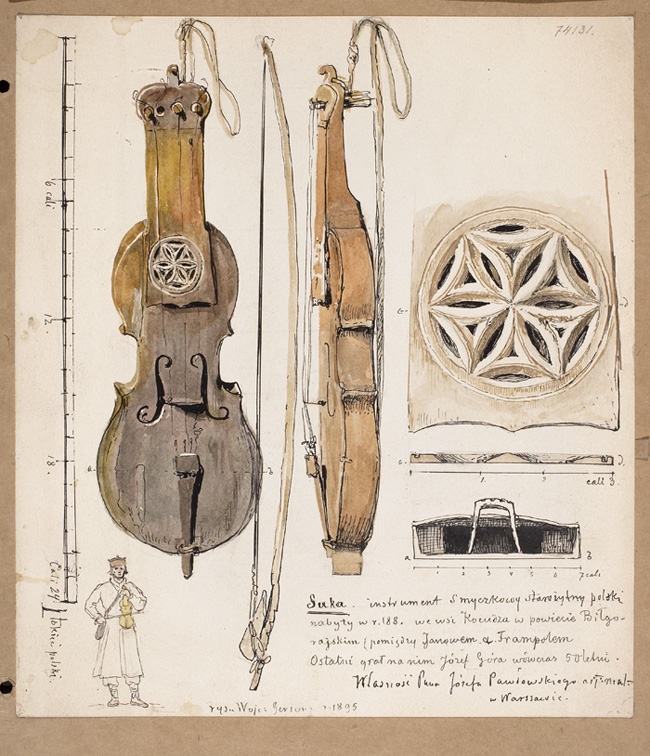
Akwarela Wojciecha Gersona z 1895 przedstawiająca wersję archaicznych, ludowych skrzypiec - sukę biłgorajską.

Polskie skrzypce (niem. Polnische Geige) – rodzaj wczesnych skrzypiec powstałych w okresie renesansu i popularnych w Polsce w XV i XVI wieku. Przez muzykologów uważane są one za bezpośredniego przodka nowoczesnych skrzypiec, których konstrukcja wykształciła się dopiero w czasach baroku.

## Historia
Wczesne formy skrzypiec jak np. gęśle oraz inne instrumenty, na których uzyskiwano dźwięk poprzez wodzenie po strunach smyczkiem znane są na terenie Polski co najmniej od X wieku. Pierwsza znana wzmianka dotycząca występowania skrzypiec w Polsce pochodzi z piętnastowiecznego rękopisu mnicha Mikołaja Włoskiego zamieszczonego w „Kazaniach Średniowiecznych” przez Aleksandra Brücknera. W utworze tym wymienione są po staropolsku skrzypcze we fragmencie opisującym grających za pieniądze muzykantów: „Predonibus sboyczom lusoribus taxillorum pylecznikom costarzom aleatoribus sacorum pro pecunia scrzypczom pyszczom gąszczom ioculatoribus cuglarzom in arte demoniorum”. Skrzypcze wymienia również w 1500 roku anonimowy tekst religijny „Rozmyślania o żywocie Pana Jezusa”: „skrzypcze i gąsly rozmaite glosy dawaya”. O skrzypcach w swoich Postyllach wspomina również w 1557 roku Mikołaj Rej „Patrzajże, iż tu słyszysz, iż tu nie były ani bębny, ani piszczałki, ani skrzypce (...)”.
Polnische Geige wspomniane zostały również przez obcokrajowców np. w dziele „Musica instrumentalis” wydanym w Wittenberdze w 1528 roku przez wczesnego niemieckiego kompozytora oraz nauczyciela muzyki Martina Agricolę. Kolejną wzmiankę o polskich skrzypcach w swoim dziele „Syntagma Musicum” z 1619 roku zamieścił niemiecki teoretyk muzyki oraz kompozytor Michael Praetorius, który oprócz nazwy oraz opisu instrumentu napisał również, że najlepszymi wirtuozami w grze na nim byli Polacy. Jednym z najbardziej znanych przedstawicieli polskiej szkoły instrumentalnej określanej jako Polnische Geige był muzykujący na dworze książąt pomorskich w Szczecinie polski skrzypek, wirtuoz oraz instrumentalista Matthias Wantzke.
Niektórzy naukowcy uznają ten instrument za bezpośredniego przodka znanych obecnie skrzypiec i doszukują się jego początków na ziemiach polskich. Dowodzić tego mają instrumenty smyczkowe znalezione na terenie Polski w trakcie badań archeologicznych jak pochodzące z XI wieku gęśle z Opola, znaleziony w 1948 roku w Gdańsku pięciostrunowy instrument z XII wieku, a także sześciostrunowy instrument pochodzący z XV wieku, wykopany w 1986 roku w Płocku zwany fidelą płocką. Według teorii Zdzisława Szulca, założyciela Muzeum Instrumentów Muzycznych w Poznaniu, oraz W. Kamińskiego skrzypce bezpośrednio powstały z polskiego instrumentu ludowego posiadającego 4 struny strojone w kwintach, do którego zaadaptowano kształt włoskiej liry da braccio. Ewolucję tę instrument miał zawdzięczać ożywionym kontaktom polsko-włoskim w okresie renesansu kiedy w 1518 włoska księżniczka Bona Sforza stała się żoną króla polskiego Zygmunta Starego.

## Budowa
Według opisu Agricoli skrzypce polskie były czterostrunowym instrumentem strojonym w kwintach. Gra na nim odbywała się nie poprzez naciskanie strun, ale przykładanie do nich wierzchu paznokcia tzw. techniką paznokciową. Odmienna technika gry na polskich skrzypcach skutkowała również specyficzną konstrukcją instrumentu. Podstrunnica była szersza niż obecnie, aby muzyk mógł wstawić między struny palce i stłumić je paznokciem. Technika gry na instrumencie była zmienna. Polskich skrzypiec nie trzymano cały czas przy policzku jak podczas gry na dzisiejszych skrzypcach, ale często zmieniano pozycję. Istniała w tym względzie dużo większa dowolność w czasie grania niż obecnie. Muzycy grali często na siedząco opierając instrument pionowo na kolanach jak inne fidele kolanowe, a także stojąc opierali pudło rezonansowe na piersi lub skosem o brzuch.